# Diego de Ibarra
Diego de Ibarra (* um 1520 in Eibar, Baskenland; † 24. Februar 1600 in Mexiko-Stadt) war ein spanischer Entdecker, Konquistador und Gründer der Stadt Zacatecas im Norden des heutigen Mexikos.

## Leben
Diego de Ibarras Eltern waren Francisco Pérez de Ibarra und María Pérez de Marquiegui; er hatte zwei Brüder, darunter sein älterer Bruder Miguel, der bereits um das Jahr 1532 sein Glück als Hauptmann (Capitán) an der Seite von Nuño Beltrán de Guzmán in Neuspanien gesucht hatte, und zwei Schwestern. Spätestens im Jahr 1540 entschloss sich auch Diego zur Überfahrt nach Neuspanien, das er während des Mixtón-Krieges (1540–1542) erreichte. Etwa fünf Jahre nach seiner Ankunft machte er sich zu einer Expedition in den Norden des Landes auf, um nach Erzvorkommen zu suchen; im Jahr 1546 gründete sein Begleiter Juan de Tolosa die Stadt Zacatecas. Einige Jahre nach seiner Rückkehr nach Mexiko-Stadt heiratete er Ana de Velasco y Castilla, die Tochter des damaligen Vizekönigs Luis de Velasco (reg. 1550–1564), mit der er zwei Kinder hatte. In seinen späteren Jahren unterstützte und finanzierte er eine Expedition seines Neffen Francisco de Ibarra (1539–1575) in den Norden Mexikos.